# Wartburg (bilmärke)
Wartburg var ett östtyskt bilmärke vars ursprungliga förebilder var 1930-talets DKW-bilar. Wartburg tillverkades av det folkägda företaget VEB Automobilwerk åren 1956–91, som skapats utifrån Awtowelo (EMW) i Eisenach. Namnet hade dock använts på en av bilarna tillverkade i Eisenach redan 1898. 

## Historia
Fabriken i Eisenach, som utvecklade och tillverkade Wartburg, ägdes från 1928 av BMW som här startade sin personbilstillverkning. Efter andra världskriget kom fabriken 1946 att tas över av den sovjetiska ockupationsmakten under namnet Awtowelo som tillverkade bilar under namnet EMW innan det 1952 blev ett statligt östtyskt bolag, VEB Automobilwerk Eisenach. Fram till 1955 tillverkades modeller baserade på BMW:s förkrigsmodeller. 
År 1956 kom Wartburg 311, en vidareutveckling av IFA F9 som i sin tur utvecklats från Auto Unions DKW F9 från 1940. I samband med den nya modellen skapades namnet Wartburg som varumärke, efter namnet på den 1898 första tillverkade motorvagnen vid Eisenacher Fahrzeugwerke. Namnet Wartburg kommer í sin tur från borgen Wartburg utanför Eisenach.
Under 1960-talet kom en ny modell, Wartburg 353, som kom att tillverkas fram till dess att tillverkningen lades ner efter Tysklands återförening. Wartburg-bilarna var betydligt större än Trabant och hade plåtkaross. Den ursprungliga motorn var trecylindrig och av tvåtaktstyp. Tvåtaktsmotorer var redan på 1960-talet på väg att försvinna som drivkälla för bilar på grund av höga avgasutsläpp och bränsleförbrukning. Men eftersom DDR saknade resurser för att utveckla nya fyrtaktsmotorer eller att importera sådana från utlandet valde man att behålla tvåtaktarna både i Trabant och Wartburg. Bilen moderniserades under slutet av 1980-talet med ny inredning och tekniska förbättringar. Modellen med fyrtaktsmotor, Wartburg 1.3, introducerades 1988. Den tillkom genom att Volkswagen erbjöd DDR att få ta över tillverkningslinan för en motor som tidigare hade använts i VW Golf, och genom ytterligare modifieringar av motorutrymmet kunde man använda den motorn, som gav bättre prestanda och lägre bränsleförbrukning. Dock var den uppgraderingen inte tillräcklig för att rädda bilmärket, som konkurrensutsattes mot västerländska bilar och inte längre kunde leva enbart på ett lägre pris. Efter Tysklands återförenande lades Wartburg ner och fabriken köptes av Opel 1991. Wartburgbilarna försågs aldrig med avgasrening.
Årligen anordnas Wartburg-träffar där olika specialversioner visas upp.

## Wartburg i Sverige
Liksom västtyska ”originalet” DKW sålde den första Wartburg-modellen ganska bra i Sverige i slutet av 50-talet. Efterfrågan var stor på bilar som ”vanligt folk” hade råd att köpa, och tvåtaktsmotor avskräckte inte när Saab hade samma teknik och mackarna sålde bensin med oljeinblandning. Under 60-talet svalnade intresset och när 353-modellen kom 1965 sågs den redan som omodern, trots att den sedan tillverkades i 25 år till. Dödsstöten på den svenska marknaden för tvåtaktare och även för många udda bilmärken var när man införde egna avgasreningsregler 1976 som gjorde att alla bilar som skulle säljas i Sverige måste modifieras för att släppa ut mindre avgaser. Vissa modeller kunde inte anpassas, och andra såldes i för litet antal för att det skulle löna sig. Tvåtaktsmotorer tillhörde den första kategorin, och Wartburg importerades inte längre till Sverige från 1976. I Finland däremot fortsatte den att sälja bra, bland annat på grund av att de höga skatterna på nya bilar gjorde att efterfrågan på billigare bilmodeller var större.

## Galleri

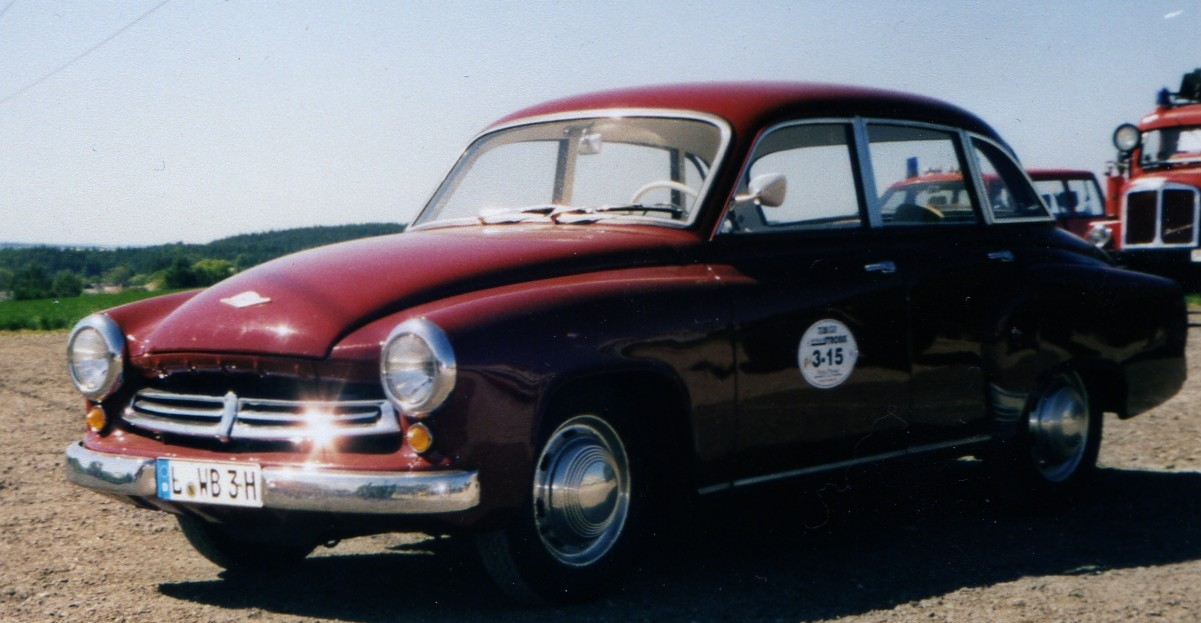
Wartburg 311 (1956–1965)
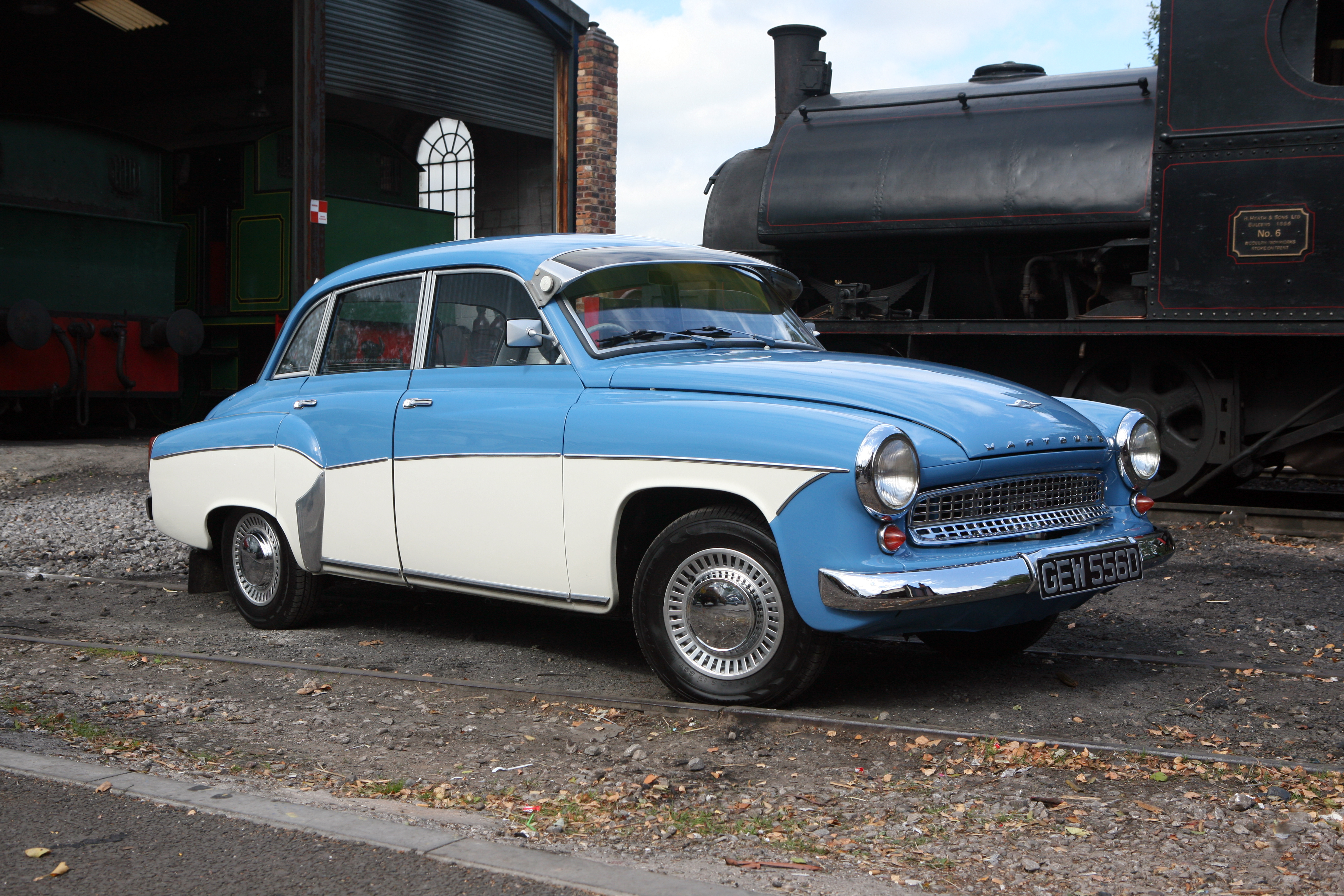
Wartburg 312 (1965–1967)
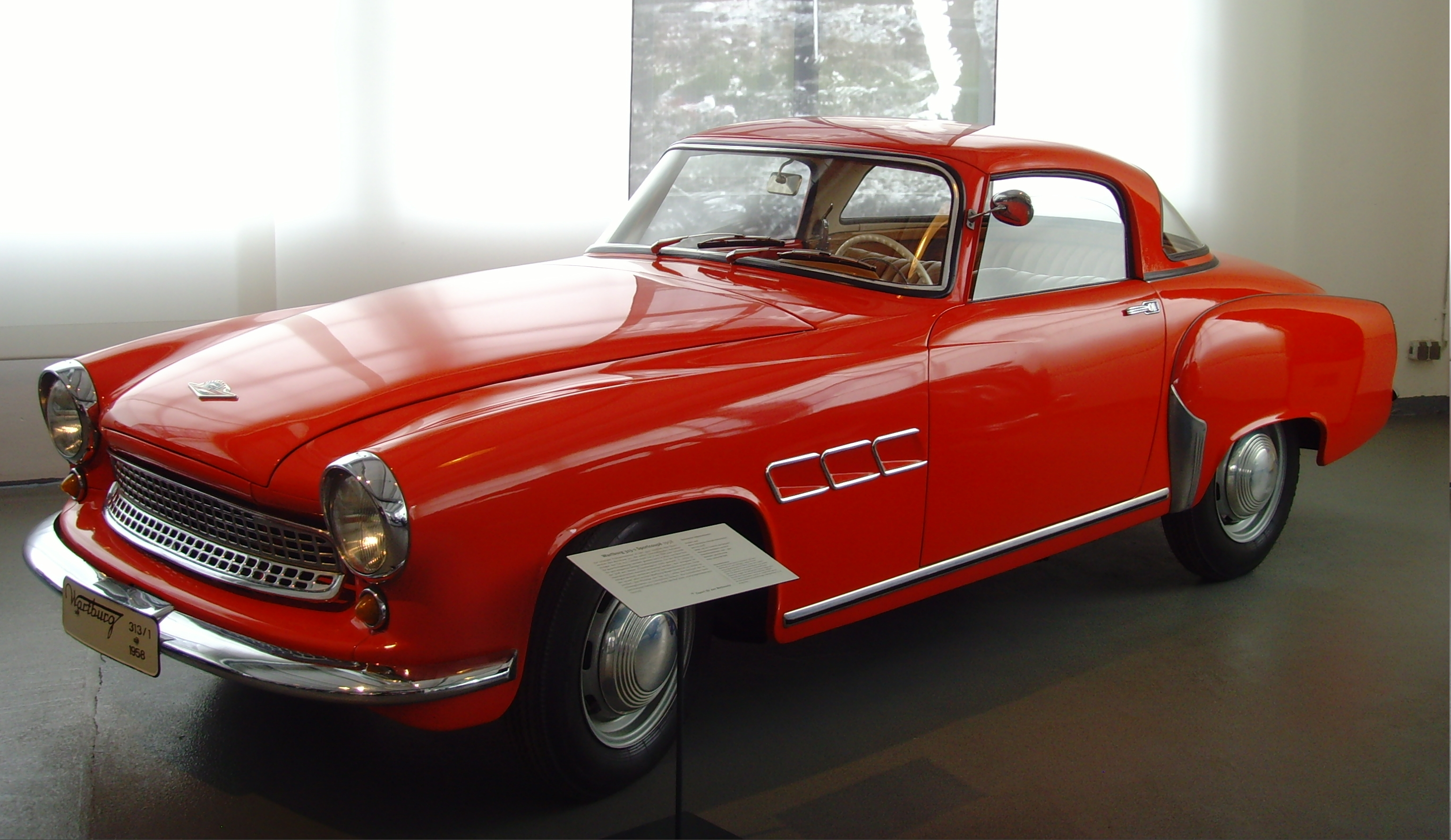
Wartburg 313 (1957–1960)
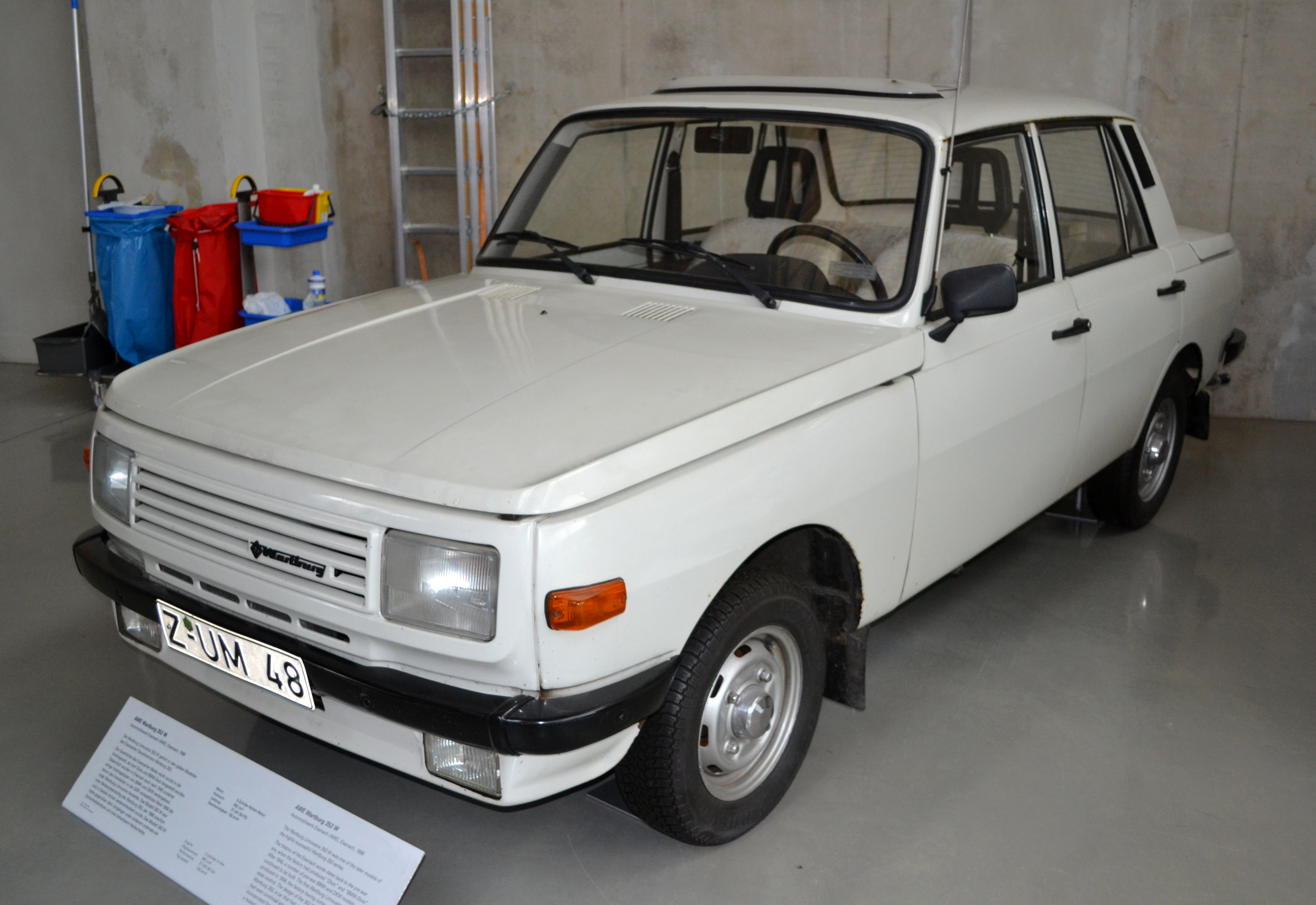
Wartburg 353 (1966–1988)
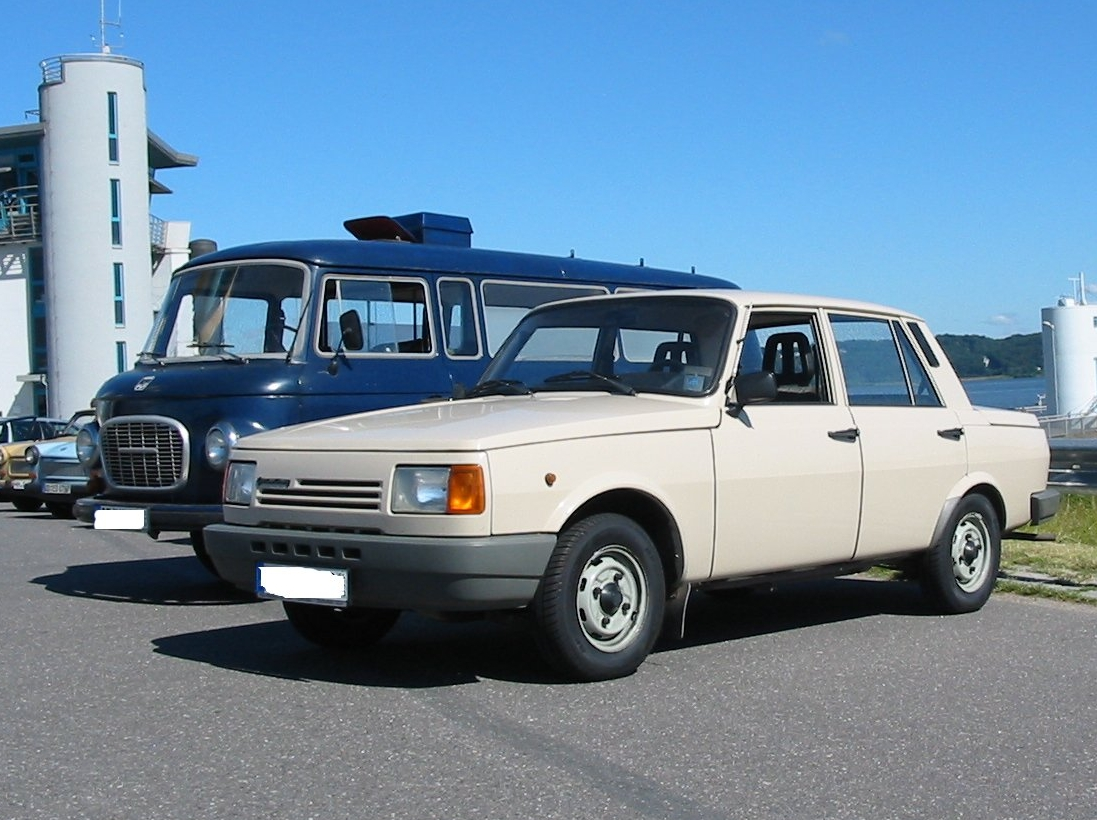
Wartburg 1.3 (1988–1991)